# Enforcer
Gli Enforcer sono un gruppo musicale heavy metal svedese formatosi nel 2004 ad Arvika.
Nel novembre 2008 hanno pubblicato il loro album di debutto Into the Night, composto da nove brani e distribuito dalla Heavy Artillery. Nel 2010 la band comincia a collaborare con la casa discografica Earache Records e il 24 maggio dello stesso anno esce il secondo album intitolato Diamonds che, tramite la Heavy Artillery, viene distribuito anche negli Stati Uniti.

## Formazione

### Formazione attuale
- Olof Wikstrand – voce, chitarra
- Joseph Toll – chitarra
- Tobias Lindqvist – basso
- Jonas Wikstrand – batteria

### Ex componenti
- Adam Zaars – chitarra (2006 - 2011)
- Jakob Ljungberg – batteria (2007)

## Discografia

### Album in studio
- 2008 – Into the Night
- 2010 – Diamonds
- 2013 – Death by Fire
- 2015 – From Beyond
- 2019 – Zenith
- 2023 - Nostalgia

### Album dal vivo
- 2015 – Live by Fire

### EP
- 2019 – 1000 Years of Darkness

### Split album
- 2007 – Speed Kills... Again (con Toxic Holocaust, Avenger of Blood, Hatred, Merciless Death e Warbringer)
- 2008 – New Age of Iron Vol. 1 - Teutonic-Swedish Alliance (con Metal Inquisitor, Delirium Tremens, Ram, Portrait e Atlantean Kodex)
- 2010 – Nightmare over the UK (con i Cauldron)
- 2010 – Take Me to Hell / Night Walker (con i Volturian)
- 2011 – Enforcer/Bullet

### Demo
- 2005 – Enforcer
- 2005 – Evil Attacker